# Stefan Stürmer
Stefan Stürmer (* 17. November 1970 in München) ist ein deutscher Psychologe und seit dem 1. März 2025 Rektor der Fernuniversität in Hagen.

## Leben
Stürmer studierte von 1992 bis 1997 Psychologie (Diplom) an der Westfälische Wilhelms-Universität und der Universität Leipzig. Im Anschluss daran war er als Doktorand und wissenschaftlicher Mitarbeiter an der Christian-Albrechts-Universität zu Kiel tätig. Im Jahr 2000 wurde er in Kiel mit einer Dissertationsschrift zu kollektivem Protest und zivilgesellschaftlichem Engagement zum Dr. phil. promoviert. Nach einem einjährigen Forschungsaufenthalt als Post-Doctoral Research Fellow an der University of Minnesota (USA) in der Arbeitsgruppe von Mark Snyder kehrte er 2002 nach Kiel zurück, wo er bis 2007 eine Juniorprofessur für Angewandte Sozialpsychologie innehatte. Stürmer wurde im Jahr 2007 als Nachfolger von Helmut E. Lück auf die W3-Professur Sozialpsychologie an die FernUniversität berufen. Als langjähriger geschäftsführender Direktor des Instituts für Psychologie der FernUniversität initiierte Stürmer die Gründung der Fakultät für Psychologie, deren Gründungsdekan er von 2018 bis 2021 war. Er ist seit 2020 Mitglied des Forschungszentrums CATALPA (Center of Advanced Technology for Assisted Learning an Predictive Analytics) der Fernuniversität in Hagen und war von 2020 bis 2025 in dessen Leitungsteam. Von 2022 bis 2025 war er Prorektor für Lehre und Studium der FernUniversität. Am 5. Dezember 2024 wurde er zum Rektor der FernUniversität gewählt und am 25. Februar 2025 von der Ministerin für Kultur und Wissenschaft des Landes Nordrhein-Westfalen, Ina Brandes, ernannt.

## Forschung und Lehre
In seiner sozialpsychologischen Forschung widmet sich Stürmer an der FernUniversität der Analyse von Gruppenprozessen für prosoziales Verhalten sowie dem digital gestützten Lernen und Lehren in heterogenen Gruppen. Er hat sozialpsychologische Theorien und Modelle zu Protestverhalten, Helfen und Altruismus und positiven explorativen Kontakt und Xenophilie zwischen Gruppen und einführende sozialpsychologische Lehrbücher publiziert. Stürmer ist Ko-Autor einer Studie der FernUniversität in Hagen zur Qualität familienrechtspsychologischer Gutachten, die bundesweite Beachtung gefunden hat und leitet das Zertifikatstudiums Psychologie für Rechtsberufe der FernUniversität. Stürmer war und ist maßgeblich beteiligt an zahlreichen Projekten zur Erforschung und Weiterentwicklung der digitalen Lehre, beispielsweise dem Projekt Diversity Inclusion in der mediengestützten Fernlehre (gefördert vom Land NRW), TransRegio E-Ass (Hochschulkonsortium DH-NRW) oder Innovationscluster NOVA.ea (gefördert von der Stiftung Innovation in der Hochschullehre, im Verbund mit der RWTH Aachen, der TH Köln und dem Deutschen Institut für Erwachsenenbildung). Er engagiert sich für den Aufbau einer Kooperation der FernUniversität in Hagen mit der University of Namibia.

## Schriften (Auswahl)
- S. Stürmer, B. Siem: Sozialpsychologie der Gruppe. 3. Auflage. UTB/ Ernst Reinhardt, München 2020.
- S. Stürmer, A. Rohmann, L. Froehlich, J. van der Noll: Muslim immigration, critical events, and the seeds of majority members’ support for radical responses: An interactionist perspective. In: Personality and Social Psychology Bulletin. Band 45, 2019, S. 133–145. doi:10.1177/0146167218780989
- S. Stürmer, O. Christ, K. Jonkmann, I. Josephs, R. Gaschler, A. Glöckner, A. Mokros, A. Rohmann, C. Salewski: 10 Jahre universitäres Fernstudium in Psychologie an der FernUniversität in Hagen. In: Psychologische Rundschau. 2018. doi:10.1026/0033-3042/a000400
- S. Stürmer, T. A. Ihme, B. Fisseler, K. Sonnenberg, M.-L. Barbarino: Promises of structured relationship building for higher distance education: Evaluating the effects of a virtual fast-friendship procedure. In: Computers & Education. Band 124, 2018, S. 51–64. doi:10.1016/j.compedu.2018.05.015
- S. Stürmer, B. Siem: A group-level theory of helping and altruism within and across group-boundaries. In: E. Van Leeuwen, H. Zagefka (Hrsg.): The social psychology of intergroup helping. Springer, Cham 2017, S. 103–127.
- C. Salewski, S. Stürmer: Qualität familienrechtspsychologischer Gutachten. Eine aktuelle empirische Studie. In: Kindschaftsrecht und Jugendhilfe. Band 1, 2015, S. 4–9.
- S. Stürmer, A. E. F. Benbow, B. Siem, M. Barth, A. N. Bodansky, K. Lotz-Schmitt: Psychological foundations of xenophilia: The role of major personality traits in predicting favorable attitudes towards cross-cultural contact and exploration. In: Journal of Personality and Social Psychology. Band 105, 2013, S. 832–851. doi:10.1177/0146167217722555
- S. Stürmer, M. Snyder (Hrsg.): The psychology of prosocial behavior: Group processes, intergroup relations, and helping. Wiley-Blackwell, Oxford 2010.
- S. Stürmer, M. Snyder, A. M. Omoto: Prosocial emotions: The moderating role of group membership. In: Journal of Personality and Social Psychology. Band 88, 2005, S. 532–546. doi:10.1037/0022-3514.88.3.532
- S. Stürmer, B. Simon: Collective action: Towards a dual-pathway model. In: W. Stroebe, M. Hewstone (Hrsg.): European Review of Social Psychology. Vol. 15, 2004, S. 59–99. doi:10.1080/10463280340000117
- B. Simon, M. Loewy, S. Stürmer, U. Weber, P. Freytag, C. Habig, C. Kampmeier, P. Spahlinger: Collective identification and social movement participation. In: Journal of Personality and Social Psychology. Band 74, 1998, S. 646–658. doi:10.1037/0022-3514.74.3.646